# Antoine Angelini
Pour les articles homonymes, voir Angelini.
Antoine Angelini est un homme politique français.
Il est nommé secrétaire général du gouvernement de La Réunion, où il succède à Charles Allard. relevé de ses fonctions le 30 septembre 1939. Seul à tenir tête au gouverneur vichyste Pierre Émile Aubert, il sera muté à Madagascar le 25 septembre 1940 et remplacé par Jean Rivière,.
Il sera nommé gouverneur de la Martinique en 1944.